# Arvid Lidén
Arvid Lidén, född 16 november 1881 i Holmedals församling, Värmlands län, död 5 januari 1950 i Sigtuna, var en svensk ämbetsman.
Lidén avlade juris utriusque kandidatexamen i Uppsala 1907. Han blev andre länsnotarie i Skaraborgs län 1910, länsnotarie i Blekinge län 1913, sekreterare och kamrer hos Blekinge läns landsting 1914–1923, länsassessor 1918 samt landssekreterare i Norrbottens län 1923, i Västmanlands län 1933 och i Stockholms län 1937. Han var landshövding i Kalmar län och ståthållare på Kalmar slott 1938–1947.
Arvid Lidén var son till lantbrukaren och riksdagsmannen Rosarus Andersson och Anna Lidén.

## Utmärkelser
- Kommendör med stora korset av Nordstjärneorden
- Konung Gustaf V:s jubileumsminnestecken